# Brian Chikwava

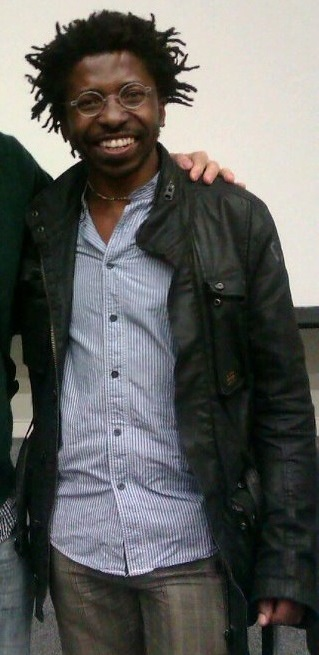
Brian Chikwava (2012)

Brian Chikwava (geb. 1972 in Bulawayo) ist eine simbabwischer Schriftsteller und Musiker.

## Leben
Chikwava verbrachte seine frühen Lebensjahre in Harare, bevor er sich zum Verlassen seines Heimatlandes entschloss. Rund fünf Jahre vor der Veröffentlichung seines Debütromans kam er nach London. Er kritisierte die eingeschränkten künstlerischen Entfaltungsmöglichkeiten in Simbabwe und die Gesetze, die größere Versammlungen erschwerten. In London machte Chikwava die Erfahrung, dass viele Migranten im Verborgenen leben und mit bürokratischen wie sozialen Herausforderungen zu kämpfen haben.

## Wirken
Chikwava veröffentlichte 2004 die Kurzgeschichte Seventh Street Alchemy bei Weaver Press in Harare.
Während eines Charles Pick Fellowships an der University of East Anglia begann er mit der Arbeit an seinem ersten Roman. Dieses Debüt mit dem Titel Harare North erschien im April 2009 bei Jonathan Cape und erhielt positive Kritiken. Der Ausdruck „Harare North“ verweist auf das Londoner Stadtgebiet, in dem sich viele simbabwische Migranten niedergelassen haben.
Im Laufe seiner  Arbeit verfasste Chikwava zudem das Album Jacaranda Skits, in dem er seine Texte mit Township-Musik, Jazz und Blues verbindet.
Sein zweiter Roman Shamiso soll im Januar 2025 bei Canongate erscheinen und erzählt von der Beziehung einer simbabwischen Protagonistin zu einem genderfluiden Afro-Briten.

## Auszeichnungen
Im Jahr 2004 erhielt Brian Chikwava den Caine Prize for African Writing für Seventh Street Alchemy. 2010 wurde er auf die Longlist für den Orwell Prize gesetzt.